# Money Inc.
I Money Inc. sono stati un tag team di wrestling attivo all'inizio degli anni novanta nella World Wrestling Federation, composto da "Million Dollar Man" Ted DiBiase e Irwin R. Schyster.
La coppia vinse il WWF Tag Team Championship per tre volte, sconfiggendo per il titolo Legion of Doom, The Natural Disasters e Steiner Brothers. In aggiunta ebbero un importante feud con gli estemporanei The Mega-Maniacs (Hulk Hogan & Brutus Beefcake).

## Formazione
Sia DiBiase che Schyster interpretavano una gimmick incentrata sul denaro. Schyster, le cui iniziali davano la sigla I.R.S. (l'ufficio delle tasse statunitense), era un malvagio esattore delle tasse. DiBiase interpretava con successo un arrogante milionario in WWF sin dal 1987. Si autodefiniva "Million Dollar Man" e creò la propria versione della cintura di campione, il Million Dollar Championship. Verso la fine del 1991, il team creativo WWF decise quindi che i due personaggi sarebbero stati bene insieme in un tag team heel. Nel febbraio 1992, ebbe inizio una storyline nella quale Jimmy Hart, che era il manager dei The Natural Disasters (Earthquake & Typhoon), tradì i suoi protetti cedendo per denaro la title shot guadagnata dai Disasters ai Money Inc.

### WWF Tag Team Championship

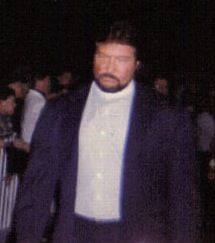
DiBiase nel 1995

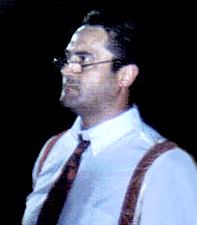
Irwin R Schyster nel 1994

DiBiase & Schyster, diretti da Hart, sconfissero i Legion of Doom nel corso di un house show il 7 febbraio 1992 a Denver, Colorado, aggiudicandosi i titoli di coppia WWF. La vittoria del titolo fu alquanto strana per gli abituali standard del mondo del wrestling, poiché il neonato tag team non aveva nemmeno ancora debuttato in televisione in programmi ufficiali WWF. Inoltre, la decisione di dare le cinture ai Money Inc. fu dettata dal caso e presa in fretta, dato che Hawk (membro dei Legion of Doom) aveva fallito un test anti-droga. I wrestler non furono a conoscenza del fatto che quella stessa sera i titoli avrebbero cambiato di mano fino a poco prima dell'inizio ufficiale del match. I Natural Disasters, irritati dall'atteggiamento del loro manager verso un tag team rivale, licenziarono Hart e divennero dei face, iniziando una faida con i Money Inc. per il titolo WWF Tag Team Championship.
Non volendo detenere due titoli in contemporanea, Ted DiBiase restituì la cintura Million Dollar Championship alla WWF. I Money Inc. difesero i loro titoli contro i The Natural Disasters a WrestleMania VIII il 5 aprile perdendo il match solo per conteggio fuori dal ring. Poiché le cinture potevano cambiare di mano solo per schienamento o sottomissione, i Money Inc. adottarono spesso nei mesi seguenti tale tattica, perdendo gli incontri ma conservando i titoli, cosa che fu ampiamente criticata dai fan e dalla stampa di settore.
Quando terminò la sospensione di Hawk, i Legion of Doom ebbero un rematch con i Money Inc. a SummerSlam 1992 il 29 agosto. Il match venne sponsorizzato come la rivincita per i titoli di coppia, ma i Natural Disasters avevano finalmente sconfitto i Money Inc. un mese prima la data fissata per il pay-per-view. A SummerSlam i Legion of Doom vinsero il match quando Animal schienò DiBiase.
Nella puntata di Wrestling Challenge del 13 ottobre, i Money Inc. affrontarono i Natural Disasters in un rematch per il WWF Tag Team Championship. Il match avrebbe dovuto essere originariamente tra i Disasters e i Nasty Boys, sempre diretti da Hart, ma all'ultimo minuto, Hart rimpiazzò i Nasty con i Money Inc. Per questo motivo, i Nasty Boys si divisero da Hart e assalirono i Money Inc. prima dell'incontro. Più tardi, gli Headshrinkers interferirono nel match in favore dei Money Inc. permettendo a DiBiase di far "addormentare" Earthquake con la sua mossa "Million Dollar Dream", e quindi di far vincere i titoli ai Money Inc. per la seconda volta. Dopo il match, i Nasty Boys aggredirono nuovamente Jimmy Hart. Alle Survivor Series del 25 novembre 1992, i Money Inc. e i Beverly Brothers affrontarono Nasty Boys e Natural Disasters in un 8-men Elimination Tag Team Match. Durante la contesa, i Money Inc. eliminarono i Natural Disasters, ma Jerry Sags dei Nasty Boys schienò I.R.S. facendo vincere il match alla sua squadra. Questa fu l'unica vittoria di prestigio dei Nasty Boys sui Money Inc., dato che successivamente fallirono diversi tentativi di strappare loro i titoli di coppia.

### Faida con i Mega-Maniacs
Il 15 febbraio 1993 durante un episodio di Monday Night Raw, Ted DiBiase lottò contro Brutus "The Barber" Beefcake. Beefcake era reduce da un vero infortunio al viso che gli era occorso nel 1990. Mentre Beefcake stava lottando nel suo primo match in due anni e mezzo, DiBiase e Schyster lo attaccarono. DiBiase tenne fermo Beefcake mentre Schyster si preparava a colpirlo in faccia con la sua valigetta metallica, ma improvvisamente Jimmy Hart si frappose tra i due implorando pietà per Beefcake, ma Schyster lo scaraventò fuori dal ring. I.R.S. colpì Beefcake con la valigetta. Hart giustificò il suo inaspettato passaggio tra i "buoni" dichiarando che "anche lui aveva un cuore" e che "aveva sentito di dover fare la cosa giusta al momento giusto".
Poco tempo dopo, Hulk Hogan fece il suo ritorno in WWF dopo un periodo di pausa, e formò un tag team con l'amico Beefcake chiamato The Mega-Maniacs (con Hart come manager). Hogan e Beefcake sfidarono i Money Inc. per il WWF Tag Team Championship a WrestleMania IX. Durante il match, l'arbitro fu steso, Hart salì sul ring, si rivoltò la giacca rivelandone una a strisce bianconere simile alla divisa dell'arbitro, ed effettuò lui stesso il conteggio di tre che diede la vittoria ai Mega-Maniacs. Hogan, Beefcake, e Hart celebrarono la vittoria aprendo la valigetta di Schyster e gettando alla folla il denaro in essa contenuto. A quel punto apparve un secondo arbitro che squalificò i Mega-Maniacs perché Hogan aveva utilizzo come arma la maschera protettiva di Beefcake. Il titolo quindi rimase ai Money Inc.

### Ultimo Tag Team Championship
Nella primavera del 1993 i Money Inc. si scontrarono con gli Steiner Brothers. A King of the Ring, Steiner Brothers e The Smokin' Gunns sconfissero Money Inc. e The Headshrinkers in un 8-men Tag Team Match. Il giorno dopo, il 14 giugno 1993, gli Steiner sconfissero i Money Inc. vincendo il WWF Tag Team Championship. Due giorni più tardi, DiBiase & Schyster riconquistarono le cinture, per poi ricederle agli Steiner tre giorni dopo. Anche se ebbero numerosi rematch, i Money Inc. non riuscirono più a riconquistare le cinture di campioni di coppia e il tag team si sciolse quando DiBiase lasciò la federazione poco tempo dopo.

## Reunion
I Money Inc. tornarono a sorpresa in WWE il 9 ottobre 2006 in occasione di una puntata speciale di Raw della serie "Family Reunion". Il duo si unì ad Arn Anderson e Rowdy Roddy Piper per assistere Ric Flair, che stava lottando contro Mitch. Aiutarono Flair impedendo al resto della Spirit Squad di interferire nel match, permettendo a Nature Boy di aggiudicarsi la vittoria.
Durante l'edizione speciale per il quindicesimo anniversario di Monday Night Raw svoltasi il 10 dicembre 2007, i Money Inc. parteciparono ad una Battle Royal a 15 partecipanti. Quando I.R.S. risultò essere l'ultimo uomo rimasto sul ring, DiBiase entrò a sorpresa come quindicesimo e pagò I.R.S. per autoeliminarsi. Come risultato, DiBiase fu dichiarato vincitore della battle royal.

## Nel wrestling

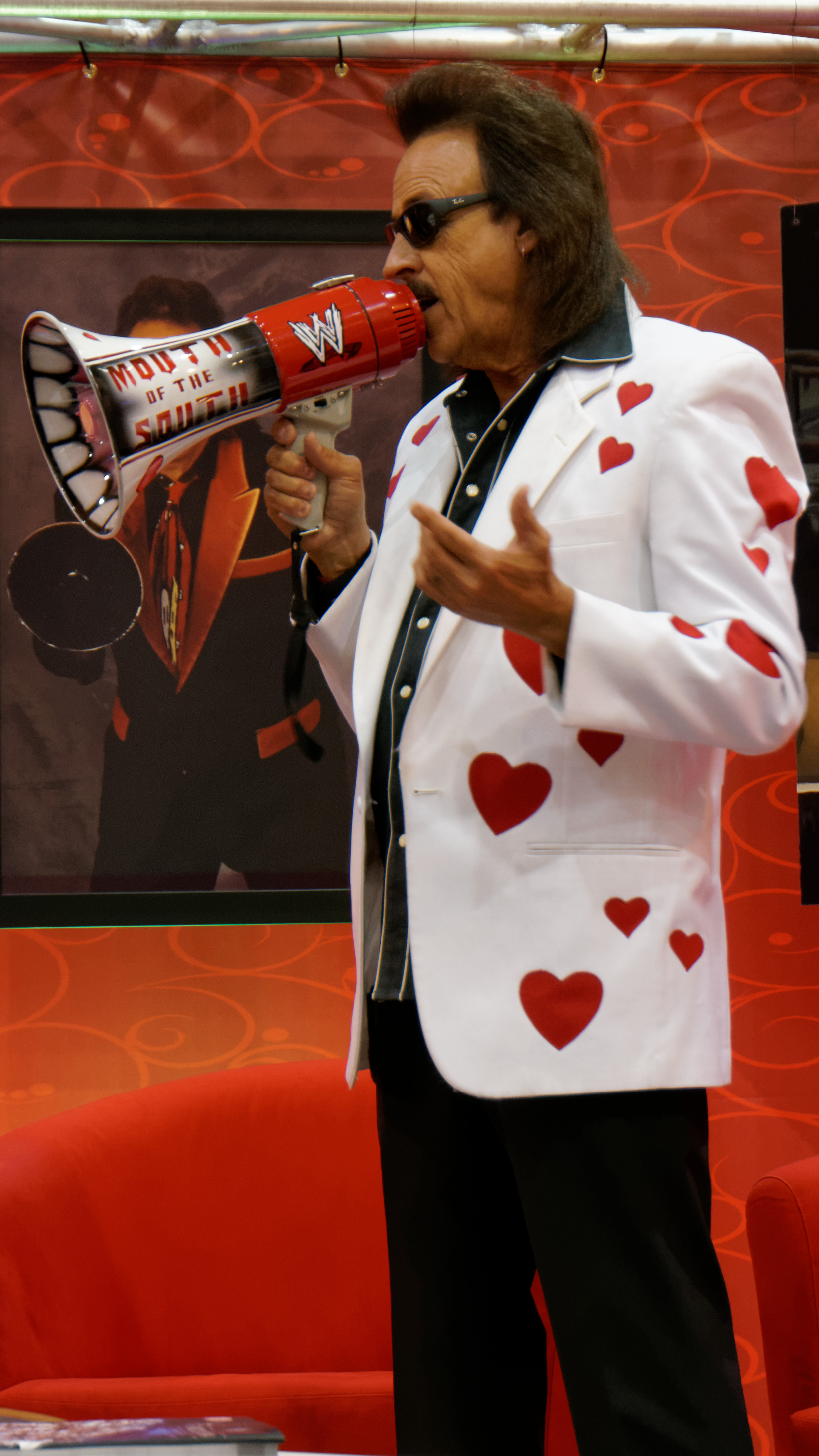
Jimmy Hart nel 2014

### Mosse finali
- Assisted Abdominal Stretch[21]
- Double Back Elbow Strike[21]

### Manager
- Jimmy Hart

## Titoli e riconoscimenti
- - Million Dollar Championship (1) – Ted DiBiase[2]
  - WWF Tag Team Championship (3)[12]
- Pro Wrestling Illustrated
  - 61º posto nella lista dei migliori 100 tag team durante i "PWI Years" del 2003[22]